# 田口鋹雄
田口 鋹雄（たぐち としお、1925年9月12日 - 2008年1月15日）は、日本中央競馬会の元理事。「とし」の漢字は「金」の右に「長」。

## 経歴
東京獣医畜産専門学校卒業後の1948年に日本競馬会へ入会。1972年時点では業務部企画課長として競馬番組の作成にたずさわっていた。中京競馬場長を経て1977年に美浦トレーニングセンター場長となり、1980年2月から中山競馬場長、同年10月からは東京競馬場長を務めた。
1981年9月から理事に就任し、1986年9月に辞任するまで務めた。1983年には審判担当理事として大橋巨泉と対談している。
2008年1月15日に82歳で死去。